# Pult (Albanien)

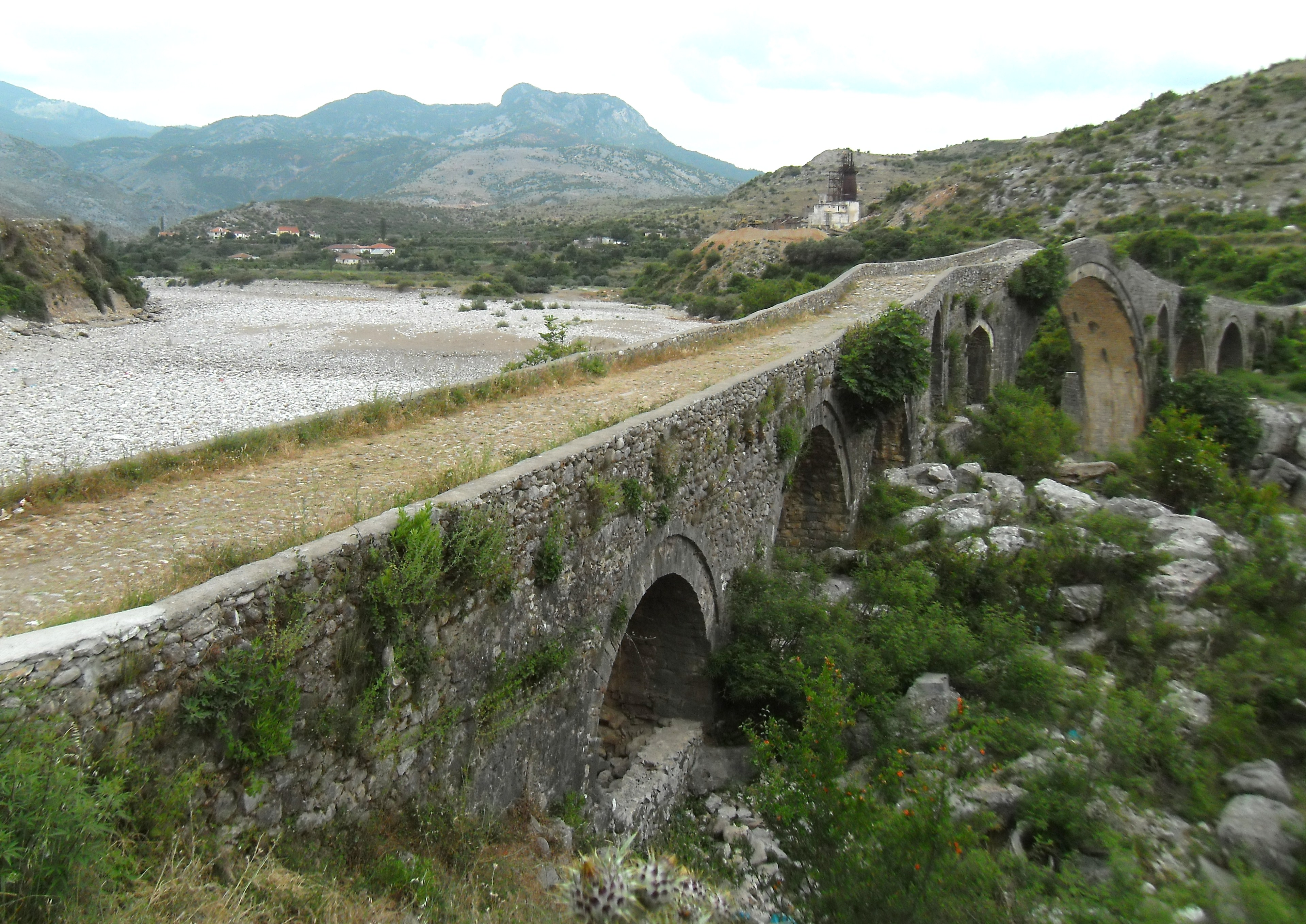
Ura e Mesit – osmanische Brücke über den Kir beim Ort Mes

Pult (albanisch auch Pulti; lateinisch Polatum; serbisch-kyrillisch Пилот) ist eine Landschaft im Norden Albaniens. Sie umfasst eine Gebirgsregion nordöstlich von Shkodra in den Albanischen Alpen.
Pult schließt sich südlich an die Malësia e Madhe an und bildet den südwestlichen Teil der Albanischen Alpen. Hauptsiedlungsgebiet der Landschaft ist das Tal des Flusses Kir mit den Dörfern Prekal, Drisht, Pog, Bruçaj, Kir, Plan und Xhan. Die fünf letztgenannten bildeten bis 2015 die Komuna Pult; das Gemeindeamt war in Pog. Seit 2015 ist die ehemalige Gemeinde eine Njësia administrative innerhalb der Bashkia Shkodra.
Ungefähr bei der alten Brücke von Mes (alb. Ura e Mesit) geht das Gebiet von Pult in das Weichbild der Stadt Shkodra über. 
Bei der Volkszählung 2023 wurden in der Njësia administrative Pult 245 Einwohner erfasst. 2011 waren noch 1529 Einwohner registriert worden.

## Geschichte
Pult ist seit der Antike besiedelt und war als Polatum eine der illyrischen civitates (Stammesregionen) in der Provinz Praevalitana. Im 9. Jahrhundert wurde ein Bistum gegründet, das mit zuletzt 18 Pfarreien aber ein deutlich größeres Gebiet als die heute so genannte Landschaft umfasste. Im Mittelalter wurde Polatum als Bezeichnung eines weit größeren Herrschaftsbezirks verwendet, der auch das westlich gelegene Flachland einschloss. Pult gehörte lange Zeit zu den slawisch dominierten Staaten Doclea und Zeta. Von der Mitte des 14. Jahrhunderts bis um 1420 war das Gebiet unter der Herrschaft der Balšić (alb. Balsha oder Balshaj), die nach dem Zerfall des Serbischen Reiches einen eigenen Staat rings um den Skutarisee begründet hatten. Von den Balšići ging Pult an die Familie Dukagjin über, deren letzter Fürst Lekë Dukagjini das Gebiet bis zu seinem Tod 1481 besaß. Aufgrund dessen wird die Region heute auch zur Landschaft Dukagjin gerechnet, die nach dem im 15. Jahrhundert untergegangenen Fürstentum dieser albanischen Adelsfamilie benannt ist.
Pult war schon im Mittelalter als rein albanisches Siedlungsgebiet bekannt, während in den nahe gelegenen Küstenstädten vor allem Romanen lebten und in den Ebenen am Skutarisee auch viele Slawen siedelten. Hatte in den Städten und Ebenen die orthodoxe Kirche ihren Einfluss unter byzantinischer und serbischer Oberhoheit deutlich ausweiten können, so blieb Pult im Gebirge immer katholisch. Dies galt ebenso zu Zeiten der osmanischen Herrschaft, die Ende des 15. Jahrhunderts begann.

## Gegenwart
Heute ist das landschaftlich schöne, aber für die Landwirtschaft nicht besonders geeignete Tal des Kir nur noch spärlich besiedelt. Ein Großteil der Bewohner ist in den vergangenen zwei Jahrzehnten in die Städte abgewandert. Einige der verbliebenen Einwohner versuchen, sich neben der Landwirtschaft im Tourismus eine weitere Einkommensquelle zu erschließen. Angeboten werden Bergwanderungen, Klettertouren und Rafting auf dem Kir.